# Bristol (Rhode Island)
Bristol település az Amerikai Egyesült Államok Rhode Island államában, Bristol megyében, melynek megyeszékhelye is. Lakosainak száma 22 493 fő (2020. április 1.).

## Népesség
A település népességének változása:

| 2010 | 22 954 |
| 2020 | 22 493 |